# Oficina de Estadísticas Laborales
La Oficina de Estadísticas Laborales o Bureau of Labor Statistics (BLS - por sus siglas en inglés) es una unidad del Departamento de Trabajo de los Estados Unidos. Es la principal agencia de investigación para el gobierno de los EE. UU. en el amplio campo de la economía y las estadísticas laborales, y sirve como agencia principal del Sistema Estadístico Federal de los Estados Unidos. El BLS es una agencia gubernamental de estadísticas que recopila, procesa, analiza y difunde datos estadísticos esenciales para el público estadounidense, el Congreso de los EE. UU., Otras agencias federales, gobiernos estatales y locales, empresas y representantes laborales. El BLS también sirve como un recurso estadístico para el Departamento de Trabajo de los Estados Unidos, y lleva a cabo investigaciones sobre cuánto deben ganar las familias para poder disfrutar de un nivel de vida decente.
Los datos de la BLS deben cumplir una serie de criterios, incluida la relevancia de los problemas sociales y económicos actuales, la puntualidad para reflejar las condiciones económicas rápidamente cambiantes de hoy en día, la precisión y la alta calidad estadística constante, la imparcialidad tanto en el tema como en la presentación y el acceso a todos. Para evitar la apariencia de parcialidad, las fechas de los principales lanzamientos de datos se programan con más de un año de anticipación, en coordinación con la Oficina de Administración y Presupuesto.

## Historia
La Oficina del Trabajo fue establecida en el Departamento del Interior por la Ley de la Oficina de Trabajo (23 Stat. 60), del 27 de junio de 1884, para recopilar información sobre el empleo y el trabajo. Carroll D. Wright fue el primer comisionado del trabajo de Estados Unidos. Se convirtió en un departamento independiente (sub-gabinete) por la Ley del Departamento de Trabajo (25 Stat. 182), 13 de junio de 1888. Fue incorporado, como la Oficina de Trabajo, en el Departamento de Comercio y Trabajo por el Departamento de Comercio Ley (32 Stat. 827), 14 de febrero de 1903. Finalmente, fue transferida al Departamento de Trabajo en 1913 donde reside hoy. La BLS ahora tiene su sede en el Edificio Postal Square, cerca del Capitolio de los Estados Unidos y Union Station.
Desde 1915, BLS ha publicado una revista, denominada Monthly Labor Review, con artículos sobre los datos y las metodologías de las estadísticas del trabajo.
La BLS está dirigido por un comisionado que cumple un mandato de cuatro años a partir de la fecha en que asume el cargo. El más reciente Comisonado de Estadísticas Laborales fue William Beach, confirmado por el Senado de los EE. UU. El 13 de marzo de 2019 y juramentada como la Decimoquinto Comisionado de Estadísticas Laborales el 13 de marzo de 2019, por un período que finalizó el 12 de marzo de 2023.William Wiatrowski, comisionado adjunto del BLS, se desempeña como comisionado interino hasta que el próximo comisionado preste juramento.

## Informes estadísticos
Las estadísticas publicadas por la BLS se dividen en cuatro categorías principales:

### Precios
- Índice de Precio al Consumidor de Estados Unidos
- Índice de Precio del productor
- Índices de precios de importación y exportación de Estados Unidos
- Encuesta de gasto del consumidor

### Empleo y desempleo

Mediciones de desempleo por la BLS desde 1950 hasta 2010

- Encuesta de Población actual (La "Encuesta de Casa")
  - La Encuesta de Uso de Tiempo americana[7]
- Estadística de Ocupación actual (La "Encuesta de Establecimiento")[8]
  - Ocupación de nómina
  - Geografía económica
  - Dato de salario
- Estadística de Paro de Área local (LAUS)[9]
  - Lista de estados de EE. UU. por índice de paro
- Estado de Estadística de Ocupación actual y programa de Área[10]
- Las Aperturas de Trabajo y Encuesta de Facturación del Trabajo (SACUDIDAS)[11]
- El Censo Trimestral de Ocupación y Sueldos (QCEW)[12]
- La Dinámica de Ocupación Empresarial (CAMA) programa[13]
- Diez año proyecciones de ocupación ocupacional
- Estadística de Ocupación ocupacional (OES)
- Masa Layoff Estadística--interrumpido en 2013[14]

### Compensación y condiciones laborables
- Encuesta de Compensación nacional
  - Índice de Coste de la ocupación
- Workplace Daño y Fatality Estadística[15]

### Productividad
- Productividad de trabajo, conjunto y por industria[16]
- Multifactor Productividad

## Regiones estadísticas
Los datos producidos por el BLS a menudo se clasifican en grupos de estados conocidos como Regiones del Censo. Hay 4 regiones del censo, que además están categorizadas por la División del Censo de la siguiente manera:
Región Nordeste
- División de Inglaterra nueva: Connecticut, Maine, Massachusetts, Nuevo Hampshire, Rhode Island, y Vermont.
- División Atlántica media: New Jersey, Nueva York, y Pensilvania.

Región Sur
- División Atlántica del sur: Delaware, Distrito de Columbia, Florida, Georgia, Maryland, Carolina del Norte, Carolina del Sur, Virginia, y Virginia Occidental.
- División Central Del sur del este: Alabama, Kentucky, Misisipi, y Tennessee.
- División Central Del sur del oeste: Arkansas, Luisiana, Oklahoma, y Texas.

Región del Medio Oeste
- División Central Del norte del este: Illinois, Indiana, Míchigan, Ohio, y Wisconsin.
- División Central Del norte del oeste: Iowa, Kansas, Minnesota, Misuri, Nebraska, Dakota del Norte, y Dakota del Sur.

Región Oeste
- División de montaña: Arizona, Colorado, Idaho, Montana, Nevada, Nuevo México, Utah, y Wyoming.
- Pacific División: Alaska, California, Hawái, Oregón, y Washington.

## Footnotes
1. ↑  «Archived copy». Archivado desde el original el 11 de junio de 2014. Consultado el 22 de diciembre de 2013.
2. ↑  «How Economic Data Is Kept Politics-Free». 3 de noviembre de 2016. ISSN 0362-4331. Consultado el 23 de febrero de 2017.
3. ↑  «Records of the Bureau of Labor Statistics [BLS]» (en inglés). 15 de agosto de 2016. Consultado el 23 de febrero de 2017.
4. ↑  «Overview :  U.S. Bureau of Labor Statistics». www.bls.gov (en inglés estadounidense). Archivado desde el original el 23 de febrero de 2017. Consultado el 23 de febrero de 2017.
5. ↑  https://www.senate.gov/legislative/LIS/roll_call_votes/vote1161/vote_116_1_00045.htm
6. ↑  «Archived copy». Archivado desde el original el 23 de febrero de 2017. Consultado el 23 de febrero de 2017.
7. ↑  «American Time Use Survey». Bureau of Labor Statistics. Archivado desde el original el 23 de febrero de 2017.
8. ↑  «Current Employment Statistics». Bureau of Labor Statistics. Archivado desde el original el 23 de febrero de 2017.
9. ↑  «Local Area Unemployment Statistics». Bureau of Labor Statistics. Archivado desde el original el 8 de septiembre de 2017.
10. ↑  «Employment, Hours, and Earnings from the Current Employment Statistics survey (State & Metro Area) Home Page». Bls.gov. 30 de mayo de 2012. Archivado desde el original el 15 de junio de 2012. Consultado el 22 de junio de 2012.
11. ↑  «Job Openings and Labor Turnover Survey Home Page». Bls.gov. Archivado desde el original el 16 de junio de 2012. Consultado el 22 de junio de 2012.
12. ↑  «Quarterly Census of Employment and Wages». Bls.gov. 28 de marzo de 2012. Archivado desde el original el 10 de junio de 2012. Consultado el 22 de junio de 2012.
13. ↑  «Business Employment Dynamics Home Page». Bls.gov. 1 de mayo de 2012. Archivado desde el original el 15 de octubre de 2012. Consultado el 22 de junio de 2012.
14. ↑  «Mass Layoff Statistics Home Page». Bls.gov. 16 de mayo de 2012. Archivado desde el original el 23 de febrero de 2017. Consultado el 22 de febrero de 2017.
15. ↑  «Injuries, Illnesses, and Fatalities». Bls.gov. Archivado desde el original el 26 de junio de 2012. Consultado el 22 de junio de 2012.
16. ↑  «Overview of BLS Productivity Statistics». Bls.gov. Archivado desde el original el 25 de junio de 2012. Consultado el 22 de junio de 2012.

## Lectura adicional
- Joseph P. Goldberg Y William T. Moye, Los Primeros 100 Años de la Agencia de Estadística de Trabajo. Núm. de boletín 2235. Washington D. C.: Oficina de Impresión de Gobierno de EE. UU., 1985.
- William J. Wiatrowski, BLS en 125: Utilizando principios históricos para seguir la economía de 21.º siglos. Revisión de Trabajo mensual, junio de 2009, pp. 3-25.